# Devínska Kobyla (geomorfologická část)
Devínska Kobyla je geomorfologická část Devínských Karpat v jihozápadním výběžku Malých Karpat.

## Polohopis
Tvoří ji masiv stejnojmenného vrchu (514 m n. m.), který leží v západní části Bratislavy, mezi Dúbravkou, Devínom a Devínskou Novou Vsí. Jižním směrem pokračují Devínské Karpaty Devínskou bránou a východním směrem Bratislavským předhoriem. Severním a západním směrem se nachází Borská nížina s podcelky Podmalokarpatská sníženina a Novoveská plošina na severním a Dolnomoravská niva na západním okraji Devínské Kobyly. 

## Chráněná území
Téměř celé území patří do Chráněné krajinné oblasti Malé Karpaty a z maloplošných chráněných území se zde nachází národní přírodní rezervace Devínská Kobyla, přírodní rezervace Štokeravská vápenka a okrajově i přírodní památka Devínska hradná skála.  Na západním okraji leží významná paleontologická lokalita Sandberg, kde se nacházejí fosilie živočichů a rostlin z třetihor.

## Turismus
Poloha na okraji Bratislavy a vzácné lokality sem lákají množství návštěvníků. Síť značených turistických stezek umožňuje snadný přístup zejména k atraktivním lokalitám, jakou je Villa rustica, Sandberg či Devín . Právě u hradu začíná červeně značená Cestou hrdinů SNP, v níž trase vede i Štefánikova magistrála, pokračující na Slavín. 

## Veřejná doprava
- Pod Devínskou kobylu
  - Autobusy: 29